# Anita Seroguina
Anita Seroguina (en ucraniano: Аніта Серьогіна; 16 de enero de 1990) es una deportista ucraniana que compite en karate, en la modalidad de kumite.
Ganó dos medallas en el Campeonato Mundial de Karate, en los años 2016 y 2021, y doce medallas en el Campeonato Europeo de Karate entre los años 2012 y 2023. En los Juegos Europeos consiguió dos medallas, en los años 2019 y 2023.

## Palmarés internacional
| Campeonato Mundial | Campeonato Mundial              | Campeonato Mundial | Campeonato Mundial |
| Año                | Lugar                           | Medalla            | Prueba             |
| ------------------ | ------------------------------- | ------------------ | ------------------ |
| 2016               | Linz (Austria)                  | Medalla de bronce  | –61 kg             |
| 2021               | Dubái (EAU)                     | Medalla de plata   | –61 kg             |
| Juegos Europeos    |                                 |                    |                    |
| Año                | Lugar                           | Medalla            | Prueba             |
| 2019               | Minsk (Bielorrusia)             | Medalla de oro     | –61 kg             |
| 2023               | Bielsko-Biała (Polonia)         | Medalla de plata   | –61 kg             |
| Campeonato Europeo |                                 |                    |                    |
| Año                | Lugar                           | Medalla            | Prueba             |
| 2012               | Santa Cruz de Tenerife (España) | Medalla de plata   | –61 kg             |
| 2013               | Budapest (Hungría)              | Medalla de oro     | –61 kg             |
| 2014               | Tampere (Finlandia)             | Medalla de bronce  | –61 kg             |
| 2014               | Tampere (Finlandia)             | Medalla de bronce  | Por equipos        |
| 2017               | İzmit (Turquía)                 | Medalla de oro     | Por equipos        |
| 2017               | İzmit (Turquía)                 | Medalla de bronce  | –61 kg             |
| 2018               | Novi Sad (Serbia)               | Medalla de plata   | –61 kg             |
| 2019               | Guadalajara (España)            | Medalla de oro     | Por equipos        |
| 2019               | Guadalajara (España)            | Medalla de bronce  | –61 kg             |
| 2021               | Porec (Croacia)                 | Medalla de plata   | –61 kg             |
| 2022               | Gaziantep (Turquía)             | Medalla de bronce  | –61 kg             |
| 2023               | Guadalajara (España)            | Medalla de plata   | –61 kg             |